# Guy Verlinde
Guy Verlinde (Gent, 22 maart 1976), is een Belgische bluesmuzikant. Hij is voornamelijk bekend als solo artiest en als bandleider van The Mighty Gators en The Houserockers. Tevens treedt hij op in scholen met zijn educatieve muziekvoorstellingen.

## Biografie
Guy Verlinde richt op zeventienjarige leeftijd zijn eerste band Smokin' Chillums op. Na de split in 2000, start hij de band Mo' Rice, waar hij zich toelegt op de beheersing van de bluesharp. In februari 2008 richt hij Lightnin' Guy & The Mighty Gators op en tekent in 2009 een platencontract bij Parsifal in Brugge. Vanaf dan richt hij zich voornamelijk op zijn slide gitaar. Eind 2011 tekent hij als enige Belgische blues act bij het Franse platenlabel Dixiefrog Records en wint de Belgian Blues Challenge. Hij vertegenwoordigt zo op 16 en 17 maart 2012 België op de European Blues Challenge in Berlijn. Door zijn vele optredens en groot aantal albums dat hij uitbrengt op korte tijd, wordt hij The hardest working man of Belgian blues" genoemd. In 2015 beslist hij om de nickname "Lightnin' Guy" niet langer te gebruiken en voortaan enkel nog onder zijn eigen naam op te treden. Zo is Better Days Ahead het eerste album dat onder Guy Verlinde wordt uitgebracht.
2018 is een sleutel jaar en viert hij niet alleen 20 jaar on the road als muzikant, maar ook het 10-jarig bestaan van The Mighty Gators. Dat wordt gevierd van een jubileumtour en met de uitgave van het album X. Het album verzamelt tien nieuwe opnames van nooit eerder uitgebracht werk en songs die de band al jaren live speelt, waarvan nog nooit een studioversie verscheen. Zo staan publiekslievelingen als Ain't No Sunshine en Bon Ton Roulet op het album en brengen ze de singles Words Are Overrated en Love Light Shine uit. Na optredens onder andere in De Roma en op Blues Peer, Cognac Blues Passions en OLT Rivierenhof, besluit de band om na een Europese afscheidstournee op het einde van het jaar een pauze van onbepaalde duur te nemen. Op 20 december 2018 spelen Guy Verlinde & The Mighty Gators hun laatste show in de Ancienne Belgique.
Op 1 maart 2019 verscheen zijn 2de akoestisch album All Is Forgiven, waarmee hij toerde in als trio met Olivier Vander Bauwede (harmonica) & Nils De Caster op lap steel, mandoline & viool.
Op 30 augustus 2021 verscheen zijn 2de akoestisch album Standing in the Light of a Brand New Day, waarmee hij toerde in duo met Olivier Vander Bauwede (harmonica) & met zijn nieuwe band The Artisans of Solace.

## Groepsleden The Artisans Of Solace
- Guy Verlinde: zang, akoestische & resonator gitaar
- Olivier Vander Bauwede: harmonica & elektrische gitaar
- Tom Eylenbosch: piano & banjo
- René Stock: contrabas
- Benoit Maddens: drums

## Groepsleden The Mighty Gators
- Guy Verlinde: zang, slidegitaar & harmonica
- Stijn Bervoets: gitaar
- Karl Zosel: bas
- Benoit Maddens: drums

## Groepsleden The Houserockers
- Guy Verlinde: zang, slidegitaar & harmonica
- Richard van Bergen: gitaar
- King Berik: drums

## Albums
- Standing In The Light Of A Brand New Day (2021): Guy Verlinde
- All Is Forgiven (2019): Guy Verlinde
- X (2018): Guy Verlinde & The Mighty Gators
- How How How (2017): Guy Verlinde & The Houserockers
- Rooted in the blues (2016): Guy Verlinde
- Better Days Ahead (2015): Guy Verlinde
- Oorlogsstemmen (2014): Lightnin' Guy Verlinde
- Inhale My World (2013): Lightnin' Guy
- Blood for Kali (2012): Lightnin' Guy
- Plays Hound Dog Taylor (2012): Lightnin' Guy
- Banana Peel Sessions Ft. Guy Forsyth (2010): Lightnin' Guy & The Mighty Gators
- Live From The Heart (2009): Lightnin' Guy & The Mighty Gators
- Lookin’ Back (2008): Lightnin' Guy

## Singles
- Caroline Brings (2021): Guy Verlinde
- Keppe 'K Zien Ier Voe Joen (2021): Guy Verlinde
- The Way You Are (2021): Guy Verlinde
- The Unsung (2020): Guy Verlinde
- Love light Shine (2018): Guy Verlinde & The Mighty Gators
- Words Are Overrated (2018): Guy Verlinde
- Ho Ho Ho (Christmas Blues) (2017): Guy Verlinde & The Houserockers
- The One (2015): Guy Verlinde